# Gurmukhi
El gurmukhi (AFI: ɡʊɾmʊkʰi; panjabi: شاہ مکھی, gurmukhi: ਸ਼ਾਹਮੁਖੀ) és un abugida (o alfabet sil·làbic) usat en l'idioma panjabi. És el sistema d'escriptura oficial per escriure l'idioma panjabi a l'estat del Panjab, al nord-oest de l'Índia, i es relaciona estretament amb els sikhs.
Atès que el panjabi és una llengua parlada en diferents estats (a la província del Panjab de Pakistan, de religió musulmana, i l'estat de Panjab de l'Índia, majoritàriament de religió hinduista), s'utilitzen diferents sistemes d'escriptura per representar-lo: al Pakistan es fa servir l'alfabet shahmukhi, una variant de l'alfabet aràbic molt proper a l'alfabet urdu; en canvi, a l'Índia es fa servir el gurmukhi, oficial a l'estat indi de Panjab, tot i que anteriorment s'havia fet servir també l'alfabet devanagari.

## Origen
L'alfabet gurmukhi fou desenvolupat pels sikhs a l'Índia per a la seva literatura religiosa. Probablement desenvolupat a partir de l'alfabet lahnda, utilitzat per escriure panjabi, sindhi i lahnda (que són les antecedents de les actuals seraiki i hindko). Els alfabets gurmukhi i lahnda, juntament amb el sharada i el takri, formen un grup d'alfabets del nord-oest de l'Índia descendents d'un ancestre comú.
Segons la tradició sikh, el gurmukhi (que significa literalment "De la boca del Guru) fou inventat al segle xvi per Angad Dev Ji, el segon guru sikh, per tal de corregir certes mancances de l'alfabet lahnda per representar adequadament les escriptures sagrades dels sikhs. No obstant això, s'ha descobert que el gurmukhi ja existia abans d'Angad, i actualment aquest es considera com el normalitzador i difusor d'aquesta escriptura, més que el creador.

## Lletres

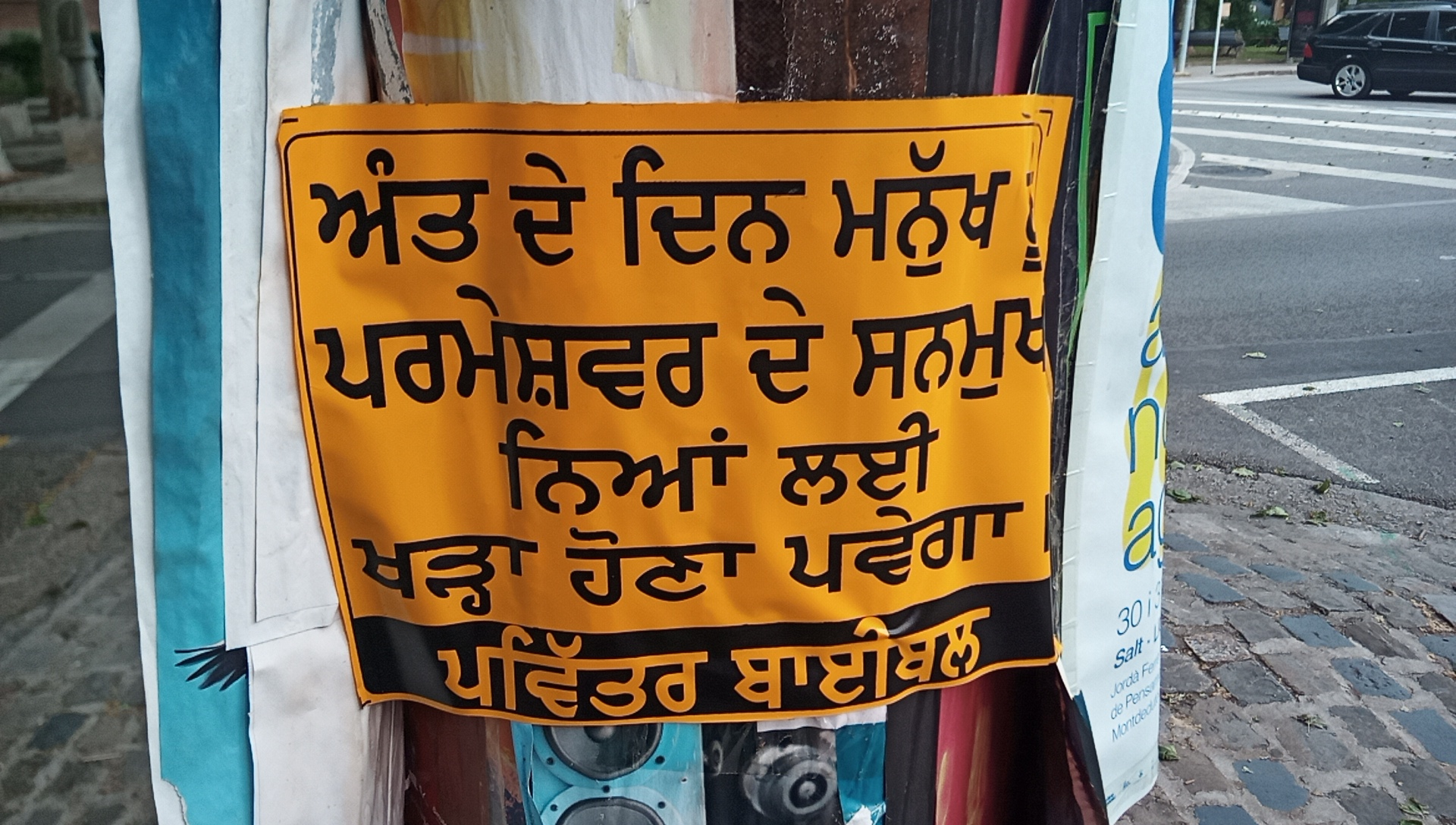
Cartell en gurmukhi sobre ਪਵਿੱਤਰ ਬਾਈਬਲ (pavitara bā'ībala) la santa Bíblia. Olot 2025.

L'alfabet gurmukhi conté 35 lletres diferents. Les tres primeres són úniques perquè formen la base per a les vocals però sense ser consonants. Excepte aira, els tres primers caràcters mai s'utilitzen sols.
El panjabi és una llengua tonal, que distingeix tres tons (ascendent, descendent i neutre) tot i que no es representen en l'escriptura gurmukhi.
| Nom | Nom     | Pron. | Nom | Nom      | Pron. | Nom | Nom    | Pron. | Nom | Nom    | Pron. | Nom | Nom    | Pron. |
| --- | ------- | ----- | --- | -------- | ----- | --- | ------ | ----- | --- | ------ | ----- | --- | ------ | ----- |
| ੳ   | Ura     |       | ਅ   | Aira     |       | ੲ   | Iri    |       | ਸ   | Sussa  | Sa    | ਹ   | Haha   | Ha    |
| ਕ   | Kakka   | Ca    | ਖ   | Khukha   | Kha   | ਗ   | Gugga  | Ga    | ਘ   | Ghugga | Gha   | ਙ   | Ungga  | Nga   |
| ਚ   | Chuchaa | Ca    | ਛ   | Chhuchha | Cha   | ਜ   | Jujja  | Ja    | ਝ   | Jhujja | Jha   | ਞ   | Neya   | Nya   |
| ਟ   | Tainka  | Tta   | ਠ   | Thutha   | Ttha  | ਡ   | Dainga | Dda   | ਢ   | Dhudda | Ddha  | ਣ   | Nahnha | Nna   |
| ਤ   | Tutta   | Ta    | ਥ   | Thutha   | Tha   | ਦ   | Dubte  | Dona  | ਧ   | Dhuda  | Dha   | ਨ   | Nunna  | Na    |
| ਪ   | Puppa   | Pa    | ਫ   | Phupha   | Pha   | ਬ   | Bubba  | Ba    | ਭ   | Bhubba | Bha   | ਮ   | Mumma  | Dt.   |
| ਯ   | Yaiyya  | Ja    | ਰ   | Rara     | Ra    | ਲ   | Lulla  | La    | ਵ   | Vava   | Va    | ੜ   | Rharha | Rha   |

A més, hi ha sis consonants creades col·locant un punt (bindi) al peu (pair) de les consonants (això no és així a l'obra Gurú Granth Sahib):
| Nom | Nom               | Pron. |
| --- | ----------------- | ----- |
| ਸ਼   | Sussa pair bindi  | Sha   |
| ਖ਼   | Khukha pair bindi | Khha  |
| ਗ਼   | Gugga pair bindi  | Ghha  |
| ਜ਼   | Jujja pair bindi  | Za    |
| ਫ਼   | Phupha pair bindi | Fa    |
| ਲ਼   | Lulla pair bindi  | Lla   |

Lulla pair bindi ha estat afegida recentment a aquest alfabet. Algunes fonts la consideren com una lletra separada.